# Вальдтурн
Вальдтурн (нім. Waldthurn) — громада в Німеччині, розташована в землі Баварія. Підпорядковується адміністративному округу Верхній Пфальц. Входить до складу району Нойштадт-ан-дер-Вальднааб.
Площа — 30,97 км2. Населення становить 1867 ос. (станом на 31 грудня 2020).